# Keith Nelson
Keith Nelson   (Renfrew, 18 de febrer de 1947 - 29 de gener de 2020) fou un futbolista neozelandès de la dècada de 1970.
Fou internacional amb la selecció de futbol de Nova Zelanda.
Pel que fa a clubs, destacà a Mount Wellington.